# Chaetophthalmus dorsalis
Chaetophthalmus dorsalis är en tvåvingeart som först beskrevs av Malloch 1929.  Chaetophthalmus dorsalis ingår i släktet Chaetophthalmus och familjen parasitflugor. Inga underarter finns listade i Catalogue of Life.